# Championnats du monde juniors de patinage artistique 2013
Navigation
Édition précédente Édition suivante
Les Championnats du monde juniors de patinage artistique 2013 ont lieu du 25 février au 3 mars 2013 au stade de glace Agora de Milan en Italie.

## Qualifications
Les patineurs sont éligibles à l'épreuve s'ils représentent une nation membre de l'Union internationale de patinage (International Skating Union en anglais) et s'ils ont atteint l'âge de 13 ans et pas encore 19 ans avant le 1er juillet 2012, sauf pour les messieurs qui participent au patinage en couple et à la danse sur glace où l'âge maximum est de 21 ans. Les fédérations nationales sélectionnent leurs patineurs en fonction de leurs propres critères, mais l'Union internationale de patinage exige un score minimum d'éléments techniques (Technical Elements Score en anglais) lors d'une compétition internationale avant les championnats du monde juniors.

### Score minimum d'éléments techniques
L'Union internationale de patinage stipule que les notes minimales doivent être obtenues lors d'une compétition internationale senior reconnue par elle-même au cours de la saison en cours ou précédente. 
| Score minimum d'éléments techniques                                                         | Score minimum d'éléments techniques | Score minimum d'éléments techniques |
| Discipline                                                                                  | Programme court                     | Programme libre                     |
| Messieurs                                                                                   | 20.00                               | 40.00                               |
| Dames                                                                                       | 20.00                               | 35.00                               |
| Couples                                                                                     | 20.00                               | 30.00                               |
| Danse sur glace                                                                             | 17.00                               | 27.00                               |
| ------------------------------------------------------------------------------------------- | ----------------------------------- | ----------------------------------- |
| Les scores des programmes courts et libres peuvent être obtenus à différentes compétitions. |                                     |                                     |

### Nombre d'inscriptions par discipline
Sur la base des résultats des championnats du monde juniors 2012, l'Union internationale de patinage autorise chaque pays à avoir de une à trois inscriptions par discipline.
| Nombre d'inscriptions                                             | Messieurs                      | Dames                                 | Couples                        | Danse sur glace                        |
| ----------------------------------------------------------------- | ------------------------------ | ------------------------------------- | ------------------------------ | -------------------------------------- |
| 3                                                                 | Chine États-Unis               | Russie États-Unis                     | Canada Chine Russie États-Unis | Russie États-Unis                      |
| 2                                                                 | Canada Japon Kazakhstan Russie | Canada Chine Japon Corée du Sud Suède |                                | Canada France Allemagne Italie Ukraine |
| Si non répertorié ci-dessus, une seule inscription est autorisée. |                                |                                       |                                |                                        |

## Podiums
| Épreuves                            | Or                                | Argent                                  | Bronze                            |
| ----------------------------------- | --------------------------------- | --------------------------------------- | --------------------------------- |
| Messieurs résultats détaillés       | Joshua Farris                     | Jason Brown                             | Shotaro Omori                     |
| Dames résultats détaillés           | Elena Radionova                   | Ioulia Lipnitskaïa                      | Anna Pogorilaya                   |
| Couples résultats détaillés         | Haven Denney / Brandon Frazier    | Margaret Purdy / Michael Marinaro       | Lina Fedorova / Maxim Miroshkin   |
| Danse sur glace résultats détaillés | Aleksandra Stepanova / Ivan Bukin | Gabriella Papadakis / Guillaume Cizeron | Alexandra Aldridge / Daniel Eaton |

## Tableau des médailles
| Rang  | Nation     | Or | Argent | Bronze | Total |
| ----- | ---------- | -- | ------ | ------ | ----- |
| 1     | Russie     | 2  | 1      | 2      | 5     |
| 1     | États-Unis | 2  | 1      | 2      | 5     |
| 3     | Canada     | 0  | 1      | 0      | 1     |
| 3     | France     | 0  | 1      | 0      | 1     |
| Total | Total      | 4  | 4      | 4      | 12    |

## Détails des compétitions

### Messieurs
| 1                                           | Joshua Farris              | États-Unis     | 228.32 | 1  | 75.84 | 2  | 152.48 |
| 2                                           | Jason Brown                | États-Unis     | 224.15 | 3  | 70.06 | 1  | 154.09 |
| 3                                           | Shotaro Omori              | États-Unis     | 204.34 | 2  | 70.82 | 3  | 133.52 |
| 4                                           | Jin Boyang                 | Chine          | 192.58 | 6  | 62.82 | 4  | 129.76 |
| 5                                           | Michael Christian Martinez | Philippines    | 191.64 | 4  | 67.01 | 7  | 124.63 |
| 6                                           | Mikhail Kolyada            | Russie         | 189.94 | 8  | 61.50 | 5  | 128.44 |
| 7                                           | Shoma Uno                  | Japon          | 187.08 | 7  | 61.66 | 6  | 125.42 |
| 8                                           | Aleksandr Samarin          | Russie         | 186.96 | 5  | 63.07 | 8  | 123.89 |
| 9                                           | Zhang He                   | Chine          | 178.18 | 9  | 60.42 | 11 | 117.76 |
| 10                                          | Ryuju Hino                 | Japon          | 176.85 | 12 | 57.71 | 10 | 119.14 |
| 11                                          | Martin Rappe               | Allemagne      | 174.32 | 11 | 59.44 | 12 | 114.88 |
| 12                                          | Nam Nguyen                 | Canada         | 172.58 | 16 | 53.43 | 9  | 119.15 |
| 13                                          | Lee June-hyoung            | Corée du Sud   | 166.21 | 13 | 54.15 | 13 | 112.06 |
| 14                                          | Pavel Ignatenko            | Biélorussie    | 165.27 | 10 | 59.73 | 16 | 105.54 |
| 15                                          | Luiz Manella               | Brésil         | 161.71 | 17 | 52.48 | 14 | 109.23 |
| 16                                          | Mitchell Gordon            | Canada         | 161.61 | 15 | 54.04 | 15 | 107.57 |
| 17                                          | Simon Hocquaux             | France         | 152.61 | 14 | 54.14 | 19 | 98.47  |
| 18                                          | Victor Bustamante          | Espagne        | 151.23 | 21 | 49.70 | 17 | 101.53 |
| 19                                          | Matthias Versluis          | Finlande       | 149.66 | 19 | 51.01 | 18 | 98.65  |
| 20                                          | Ivan Pavlov                | Ukraine        | 148.84 | 18 | 51.73 | 20 | 97.11  |
| 21                                          | Slavik Hayrapetyan         | Arménie        | 143.48 | 23 | 48.27 | 21 | 95.21  |
| 22                                          | Antonio Panfili            | Italie         | 136.96 | 24 | 46.02 | 22 | 90.94  |
| 23                                          | Chih-I Tsao                | Taipei chinois | 132.84 | 22 | 48.57 | 23 | 84.27  |
| 24                                          | David Kranjec              | Australie      | 130.56 | 20 | 50.37 | 24 | 80.19  |
| Patineurs éliminés après le programme court |                            |                |        |    |       |    |        |
| 25                                          | Petr Coufal                | Tchéquie       |        | 25 | 43.85 | NC | NC     |
| 26                                          | Sondre Oddvoll Boe         | Norvège        |        | 26 | 43.77 | NC | NC     |
| 27                                          | Kamil Dymowski             | Pologne        |        | 27 | 43.55 | NC | NC     |
| 28                                          | Ondrej Spiegl              | Suède          |        | 28 | 42.66 | NC | NC     |
| 29                                          | Jamie Whiteman             | Royaume-Uni    |        | 29 | 42.48 | NC | NC     |
| 30                                          | Kristof Forgo              | Hongrie        |        | 30 | 40.96 | NC | NC     |
| 31                                          | Iassen Petkov              | Bulgarie       |        | 31 | 40.77 | NC | NC     |
| 32                                          | Samuel Koppel              | Estonie        |        | 32 | 39.24 | NC | NC     |
| 33                                          | Nicola Todeschini          | Suisse         |        | 33 | 39.16 | NC | NC     |
| 34                                          | Julian Yee                 | Malaisie       |        | 34 | 38.16 | NC | NC     |
| 35                                          | Cătălin Dimitrescu         | Roumanie       |        | 35 | 37.61 | NC | NC     |
| 36                                          | Marco Klepoch              | Slovaquie      |        | 36 | 36.85 | NC | NC     |
| 37                                          | Giray Senol                | Turquie        |        | 37 | 36.64 | NC | NC     |

### Dames
| 1                                             | Elena Radionova               | Russie       | 169.71 | 5  | 53.48 | 1  | 116.23 |
| 2                                             | Ioulia Lipnitskaïa            | Russie       | 165.67 | 4  | 53.86 | 2  | 111.81 |
| 3                                             | Anna Pogorilaya               | Russie       | 160.32 | 2  | 53.98 | 3  | 106.34 |
| 4                                             | Samantha Cesario              | États-Unis   | 154.55 | 1  | 54.69 | 4  | 99.86  |
| 5                                             | Courtney Hicks                | États-Unis   | 152.92 | 3  | 53.98 | 5  | 98.94  |
| 6                                             | Gabrielle Daleman             | Canada       | 149.39 | 8  | 50.70 | 6  | 98.69  |
| 7                                             | Satoko Miyahara               | Japon        | 147.42 | 6  | 52.16 | 8  | 95.26  |
| 8                                             | Alaine Chartrand              | Canada       | 144.38 | 12 | 48.14 | 7  | 96.24  |
| 9                                             | Rika Hongo                    | Japon        | 142.62 | 7  | 52.15 | 10 | 90.47  |
| 10                                            | Nathalie Weinzierl            | Allemagne    | 139.10 | 10 | 49.97 | 11 | 89.13  |
| 11                                            | Yasmin Siraj                  | États-Unis   | 139.08 | 13 | 47.65 | 9  | 91.43  |
| 12                                            | Park So-youn                  | Corée du Sud | 135.42 | 14 | 47.24 | 12 | 88.18  |
| 13                                            | Laurine Lecavelier            | France       | 131.25 | 9  | 50.43 | 15 | 80.82  |
| 14                                            | Jenni Saarinen                | Finlande     | 129.81 | 19 | 44.95 | 13 | 84.86  |
| 15                                            | Zhao Ziquan                   | Chine        | 126.11 | 20 | 44.50 | 14 | 81.61  |
| 16                                            | Brooklee Han                  | Australie    | 125.62 | 15 | 47.20 | 17 | 78.42  |
| 17                                            | Anna Khnychenkova             | Ukraine      | 121.62 | 18 | 44.96 | 18 | 76.66  |
| 18                                            | Alisson Krystle Perticheto    | Philippines  | 119.76 | 24 | 41.25 | 16 | 78.51  |
| 19                                            | Kim Hae-jin                   | Corée du Sud | 115.22 | 11 | 49.26 | 21 | 65.96  |
| 20                                            | Angelina Kučvaļska            | Lettonie     | 114.11 | 22 | 42.11 | 19 | 72.00  |
| 21                                            | Ivett Tóth                    | Hongrie      | 113.34 | 17 | 46.02 | 20 | 67.32  |
| 22                                            | Guo Xiaowen                   | Chine        | 107.55 | 16 | 46.44 | 24 | 61.11  |
| 23                                            | Sabrina Schulz                | Autriche     | 105.38 | 23 | 41.60 | 22 | 63.78  |
| 24                                            | Josefin Taljegård             | Suède        | 104.37 | 21 | 43.09 | 23 | 61.28  |
| Patineuses éliminées après le programme court |                               |              |        |    |       |    |        |
| 25                                            | Rebecka Emanuelsson           | Suède        |        | 25 | 39.03 | NC | NC     |
| 26                                            | Isadora Williams              | Brésil       |        | 26 | 38.57 | NC | NC     |
| 27                                            | Gerli Liinamäe                | Estonie      |        | 27 | 38.10 | NC | NC     |
| 28                                            | Patricia Gleščič              | Slovénie     |        | 28 | 37.71 | NC | NC     |
| 29                                            | Sara Casella                  | Italie       |        | 29 | 36.74 | NC | NC     |
| 30                                            | Nicole Rajičová               | Slovaquie    |        | 30 | 36.56 | NC | NC     |
| 31                                            | Reyna Hamui                   | Mexique      |        | 31 | 36.15 | NC | NC     |
| 32                                            | Netta Schreiber               | Israël       |        | 32 | 35.78 | NC | NC     |
| 33                                            | Elizaveta Ukolova             | Tchéquie     |        | 33 | 35.05 | NC | NC     |
| 34                                            | Camilla Gjersem               | Norvège      |        | 34 | 35.05 | NC | NC     |
| 35                                            | Pernille Sørensen             | Danemark     |        | 35 | 34.17 | NC | NC     |
| 36                                            | Agata Kryger                  | Pologne      |        | 36 | 33.65 | NC | NC     |
| 37                                            | Isabella Schuster-Velissariou | Grèce        |        | 37 | 33.23 | NC | NC     |
| 38                                            | Melisa Sema Atik              | Turquie      |        | 38 | 32.58 | NC | NC     |
| 39                                            | Aleksandra Golovkina          | Lituanie     |        | 39 | 32.34 | NC | NC     |
| 40                                            | Marta Garcia                  | Espagne      |        | 40 | 32.01 | NC | NC     |
| 41                                            | Amani Fancy                   | Royaume-Uni  |        | 41 | 30.48 | NC | NC     |
| 42                                            | Anna Afonkina                 | Bulgarie     |        | 42 | 30.04 | NC | NC     |
| 43                                            | Kristina Zakharanka           | Biélorussie  |        | 43 | 29.65 | NC | NC     |
| 44                                            | Laure Nicodet                 | Suisse       |        | 44 | 29.10 | NC | NC     |
| 45                                            | Kim Bell                      | Pays-Bas     |        | 45 | 27.76 | NC | NC     |

### Couples
| Rang | Nom                                 | Nation     | Points | Programme court | Programme court | Programme libre | Programme libre |
| ---- | ----------------------------------- | ---------- | ------ | --------------- | --------------- | --------------- | --------------- |
| 1    | Haven Denney / Brandon Frazier      | États-Unis | 155.83 | 3               | 52.61           | 2               | 103.22          |
| 2    | Margaret Purdy / Michael Marinaro   | Canada     | 154.70 | 2               | 53.09           | 3               | 101.61          |
| 3    | Lina Fedorova / Maxim Miroshkin     | Russie     | 154.57 | 7               | 49.43           | 1               | 105.14          |
| 4    | Yu Xiaoyu / Jin Yang                | Chine      | 151.47 | 1               | 54.95           | 5               | 96.52           |
| 5    | Evgenia Tarasova / Vladimir Morozov | Russie     | 148.74 | 4               | 52.25           | 6               | 96.49           |
| 6    | Brittany Jones / Ian Beharry        | Canada     | 147.97 | 5               | 51.57           | 7               | 96.40           |
| 7    | Annabelle Prölß / Ruben Blommaert   | Allemagne  | 147.83 | 6               | 49.95           | 4               | 97.88           |
| 8    | Kamilla Gainetdinova / Ivan Bich    | Russie     | 135.61 | 10              | 42.87           | 8               | 92.74           |
| 9    | Jessica Calalang / Zack Sidhu       | États-Unis | 133.01 | 8               | 45.72           | 9               | 87.29           |
| 10   | Britney Simpson / Matthew Blackmer  | États-Unis | 121.51 | 9               | 43.16           | 11              | 78.35           |
| 11   | Hayleigh Bell / Alistair Sylvester  | Canada     | 120.75 | 14              | 40.18           | 10              | 80.57           |
| 12   | Li Meiyi / Jiang Bo                 | Chine      | 116.92 | 12              | 41.88           | 12              | 75.04           |
| 13   | Giulia Foresti / Leo Luca Sforza    | Italie     | 113.48 | 13              | 40.57           | 13              | 72.91           |
| 14   | Julia Lavrentieva / Yuri Rudyk      | Ukraine    | 113.00 | 11              | 42.61           | 14              | 70.39           |
| 15   | Marcelina Lech / Jakub Tyc          | Pologne    | 103.64 | 15              | 36.30           | 15              | 67.34           |
| 16   | Rachel Epstein / Dmitry Epstein     | Pays-Bas   | 91.31  | 16              | 30.90           | 16              | 60.41           |

### Danse sur glace
| 1                                               | Aleksandra Stepanova / Ivan Bukin        | Russie       | 150.17 | 1  | 64.65 | 1  | 85.52 |
| 2                                               | Gabriella Papadakis / Guillaume Cizeron  | France       | 143.26 | 2  | 61.58 | 3  | 81.68 |
| 3                                               | Alexandra Aldridge / Daniel Eaton        | États-Unis   | 139.33 | 3  | 56.89 | 2  | 82.44 |
| 4                                               | Valeria Zenkova / Valerie Sinitsin       | Russie       | 132.17 | 5  | 55.82 | 4  | 76.35 |
| 5                                               | Mackenzie Bent / Garrett MacKeen         | Canada       | 128.79 | 4  | 55.88 | 7  | 72.91 |
| 6                                               | Evgenia Kosigina / Nikolai Moroshkin     | Russie       | 126.19 | 9  | 50.64 | 5  | 75.55 |
| 7                                               | Kaitlin Hawayek / Jean-Luc Baker         | États-Unis   | 124.35 | 11 | 49.63 | 6  | 74.72 |
| 8                                               | Shari Koch / Christian Nüchtern          | Allemagne    | 121.71 | 10 | 50.59 | 10 | 71.12 |
| 9                                               | Lorraine McNamara / Quinn Carpenter      | États-Unis   | 121.27 | 8  | 51.80 | 11 | 69.47 |
| 10                                              | Anna Nagornyuk / Viktor Kovalenko        | Ouzbékistan  | 120.07 | 7  | 52.19 | 12 | 67.88 |
| 11                                              | Oleksandra Nazarova / Maxim Nikitin      | Ukraine      | 119.15 | 12 | 48.03 | 9  | 71.12 |
| 12                                              | Madeline Edwards / Zhao Kai Pang         | Canada       | 117.65 | 6  | 54.92 | 14 | 62.73 |
| 13                                              | Sofia Sforza / Francesco Fioretti        | Italie       | 116.50 | 15 | 44.86 | 8  | 71.64 |
| 14                                              | Çağla Demirsal / Berk Akalın             | Turquie      | 114.05 | 14 | 47.03 | 13 | 67.02 |
| 15                                              | Estelle Elizabeth / Romain Le Gac        | France       | 102.39 | 13 | 47.20 | 18 | 55.19 |
| 16                                              | Celia Robledo / Luis Fenero              | Espagne      | 102.16 | 20 | 43.72 | 15 | 58.44 |
| 17                                              | Alessia Busi / Andrea Fabbri             | Italie       | 102.05 | 18 | 44.20 | 16 | 57.85 |
| 18                                              | Zhang Yiyi / Wu Nan                      | Chine        | 100.72 | 16 | 44.71 | 17 | 56.01 |
| 19                                              | Ria Schiffner / Julian Salatzki          | Allemagne    | 97.80  | 19 | 44.14 | 19 | 53.66 |
| 20                                              | Rebeka Kim / Kirill Minov                | Corée du Sud | 96.99  | 17 | 44.27 | 20 | 52.72 |
| Couples de danse éliminés après la danse courte |                                          |              |        |    |       |    |       |
| 21                                              | Viktoria Kavaliova / Yurii Bieliaiev     | Biélorussie  |        | 21 | 43.51 | NC | NC    |
| 22                                              | Olivia Smart / Joseph Buckland           | Royaume-Uni  |        | 22 | 42.77 | NC | NC    |
| 23                                              | Karolina Prochazkova / Michal Ceska      | Tchéquie     |        | 23 | 41.80 | NC | NC    |
| 24                                              | Sara Aghai / Jussiville Partanen         | Finlande     |        | 24 | 41.63 | NC | NC    |
| 25                                              | Lolita Yermak / Oleksiy Khimich          | Ukraine      |        | 25 | 41.31 | NC | NC    |
| 26                                              | Carina Glastris / Nicholas Lettner       | Grèce        |        | 26 | 36.81 | NC | NC    |
| 27                                              | Nicole Kuzmich / Jordan Hockley          | Slovénie     |        | 27 | 36.33 | NC | NC    |
| 28                                              | Olga Jakushina / Aleksandrs Grishins     | Lettonie     |        | 28 | 35.92 | NC | NC    |
| 29                                              | Joanna Zając / Cezary Zawadski           | Pologne      |        | 29 | 34.15 | NC | NC    |
| 30                                              | Anna Bolshem / Ronald Zilberberg         | Israël       |        | 30 | 32.67 | NC | NC    |
| 31                                              | Johanna Allik / Paul Michael Bellantuono | Estonie      |        | 31 | 31.95 | NC | NC    |
| 32                                              | Christine Smith / Simon Eisenbauer       | Autriche     |        | 32 | 31.26 | NC | NC    |
| 33                                              | Laura Abts / Maarten Buckens             | Belgique     |        | 33 | 28.26 | NC | NC    |
| 34                                              | Slavyana Tsenova / Egor Zaytsev          | Bulgarie     |        | 34 | 27.68 | NC | NC    |
| 35                                              | Liliana Kiraly / Szabolcs Nagy           | Hongrie      |        | 35 | 26.58 | NC | NC    |